# Le sorprese dell'amore (film 1959)
Le sorprese dell'amore è un film del 1959 diretto da Luigi Comencini.

## Trama
Didì e Marianna lavorano insieme in un negozio di dischi di Roma e condividono una stanza nell'appartamento della zia della seconda. Una civettuola ed intraprendente, l'altra romantica e prudente, hanno entrambe problemi con i rispettivi fidanzati. Battista è un imprenditore milanese di successo ma è troppo audace in amore, per i gusti di Marianna che cerca un uomo serio col quale sposarsi. Per contro Ferdinando è un compassato insegnante che secondo Didì trascura sin troppo gli aspetti passionali.
Così, dopo un'uscita comune in barca che ha esaltato le difficoltà di entrambe le coppie, Didì realizza che forse le due amiche hanno il fidanzato che andrebbe perfettamente per l'altra e ipotizza con la stessa uno scambio. Creatasi l'occasione, Didì comincia una corte serrata a Battista che non disdegna, mentre Ferdinando si scopre innamorato di Marianna che ne apprezza il garbo e le attenzioni.
Quando poi Didì liquida Ferdinando dandogli del "mollacchione", questi per reazione, dopo essersi ubriacato, bacia appassionatamente una sorpresa Marianna, suscitando le gelosie dei relativi fidanzati, che pure sembravano essersi aperti ad altre possibilità.
Nel caos ingenerato si inserisce anche Mariarosa, la cameriera a servizio da zia Carlotta che, innamorata di Ferdinando, intesse un'abile rete riuscendo alla fine a sopravanzare una concorrenza apparentemente insormontabile. Il confuso insegnante infatti, dopo aver accettato di accompagnarla al comune paese di origine per la festa del patrono, chiaritosi le idee, le chiederà di sposarla.
Didì, vittima delle sue stesse ingarbugliate teorie di seduzione, perde così definitivamente Ferdinando ma incontra subito un altro bell'insegnante col quale poterci riprovare.
Marianna, perdonati i tradimenti e le insistenze di Battista, esce in barca con lui, e alla consueta avance reagisce di scatto facendolo cadere in acqua. L'uomo, non sapendo nuotare, può salvarsi solo grazie alla sua fidanzata che, agitata e imbranata, tarda a soccorrerlo. Nella concitazione della situazione Battista, promette a Marianna di sposarla, esaudendo così finalmente il desiderio della ragazza.

## Accoglienza

### Critica
(Natal Mario Lugaro ne Il Giorno del 5 dicembre 1959)
(Intermezzo del 31 gennaio 1960)